# Roberto Martín del Campo Cárdenas
Roberto Abel Martín del Campo Cárdenas (ur. 1967) – meksykański szachista i trener szachowy, mistrz międzynarodowy od 1987 roku.

## Kariera szachowa
Od połowy lat 80. XX wieku należy do czołówki meksykańskich szachistów. W 1985 r. zdobył tytuł mistrza Meksyku juniorów do 20 lat, reprezentował kraj na mistrzostwach świata juniorów w tej kategorii wiekowej oraz na drużynowych młodzieżowych (do 26 lat) mistrzostwach świata, na których zdobył srebrny medal za indywidualny wynik na VI szachownicy. W 1986 r. został mistrzem Meksyku w kategorii do 26 lat, a w następnym roku sukces ten powtórzył, zdobył również złoty medal w grupie do 20 lat i wystąpił na MŚ do 20 lat, zajmując miejsce w połowie drugiej dziesiątki. Również w 1987 r. zdobył srebrny medal indywidualnych mistrzostw Meksyku, zwyciężył w rozegranym w Meridzie pierwszym memoriale Carlosa Torre Repetto oraz tytuł mistrza państw panamerykańskich juniorów, za który otrzymał tytuł mistrza międzynarodowego. W 1988 r. zdobył brązowy medal mistrzostw kraju. W kolejnych latach zwyciężył bądź podzielił I miejsca w Santa Clarze (1989), Camaguey (1989), Sagua la Grande (1989), Oaxaca (1991), Saltillo (1991), Managua (1991), Matanzas (1993, memoriał Jose Raula Capablanki, turniej C), Meksyku (1994 – dwukrotnie), Chicago (1995, 1996), Meridzie (1996, memoriał Carlosa Torre Repetto, po raz drugi w karierze) oraz w León (1997), San Lorenzo (2002) oraz Miami (2005, wspólnie z arcymistrzami Julio Becerra Rivero i Nickiem de Firmianem).
Czterokrotnie reprezentował Meksyk na szachowych olimpiadach, w latach 1988, 1990, 1992 i 1998. Najlepszy indywidualny wynik uzyskał w 1990 r. w Nowym Sadzie, gdzie na IV szachownicy uzyskał wynik 7½ z 10 partii, za który otrzymał złoty medal. Oprócz tego, w 1991 r. wystąpił w narodowym zespole na drużynowych mistrzostwach państw panamerykańskich.
Najwyższy ranking w karierze osiągnął 1 lipca 1997 r., z wynikiem 2485 punktów zajmował wówczas 2. miejsce (za Gilberto Hernándezem Guerrero) wśród meksykańskich szachistów.